# Жижавица
Жижавица је насељено место града Лесковца у Јабланичком округу. Према попису из 2022. било је 117 становника.

## Положај и тип села
Село је подигнуто у равници, на обалама Туловске реке.
Припада селима збијеног типа.

## Етимологија
Према легенди једног мештанина, село је добило име по Живку-Жики, човеку који се први населио на простор који село данас захвата.

## Путеви
Налази се на путу који иде из правца Губеревца ка Бадинцу. Поред села пролази важна саобраћајница која повезује Лесковац и Власотинце.

## Воде
Жижавица је једно од низа села подигнутих на обалама Туловске реке. Њене воде раније су често плавиле овај равни део котлине и правиле проблеме мештанима села. На простору који захвата село река је ограђена бедемом мада се поплаве и даље јављају, нарочито после дугих и јаких киша.

## Из прошлости села
У турском сумарном попису села нахије Дубочица, с почетка XVI века, не помиње се село Жижавица. Због тога се сматра да је она нешто новијег датума. Касније, док су на нашим просторима још увек владали Турци, она се помиње као господарско село. Њом је господарио Турчин који је господарио и суседним Бадинцем.

## Демографија
У насељу Жижавица живи 155 пунолетних становника, а просечна старост становништва износи 41,6 година (40,1 код мушкараца и 43,2 код жена). У насељу има 47 домаћинстава, а просечан број чланова по домаћинству је 4,02.
Ово насеље је у потпуности насељено Србима (према попису из 2002. године), а у последња три пописа, примећен је пораст у броју становника.
|             | \| Демографија[2] \| Демографија[2] \| Демографија[2] \| \| Година \| Становника \| Становника \| \| -------------- \| -------------- \| -------------- \| \| 1948. \| 131 \| \| \| 1953. \| 149 \| \| \| 1961. \| 124 \| \| \| 1971. \| 151 \| \| \| 1981. \| 154 \| \| \| 1991. \| 163 \| 161 \| \| 2002. \| 189 \| 194 \| \| 2011. \| 168 \| \| \| 2022. \| 117 \| \| |            |
| Демографија | |            |
| Година      | Становника | Становника |
| 1948.       | 131 |            |
| 1953.       | 149 |            |
| 1961.       | 124 |            |
| 1971.       | 151 |            |
| 1981.       | 154 |            |
| 1991.       | 163 | 161        |
| 2002.       | 189 | 194        |
| 2011.       | 168 |            |
| 2022.       | 117 |            |

| Етнички састав према попису из 2002.‍ | Етнички састав према попису из 2002.‍ | Етнички састав према попису из 2002.‍ | Етнички састав према попису из 2002.‍ | Етнички састав према попису из 2002.‍ |
| ------------------------------------ | ------------------------------------ | ------------------------------------ | ------------------------------------ | ------------------------------------ |
|                                      |                                      |                                      |                                      |                                      |
| Срби                                 | Срби                                 |                                      | 189                                  | 100,0%                               |
| непознато                            | непознато                            |                                      | 0                                    | 0,0%                                 |

| Година пописа     | 1948. | 1953. | 1961. | 1971. | 1981. | 1991. | 2002. |
| ----------------- | ----- | ----- | ----- | ----- | ----- | ----- | ----- |
| Број домаћинстава | 25    | 26    | 25    | 34    | 37    | 35    | 47    |

| Број чланова      | 1 | 2 | 3 | 4 | 5  | 6 | 7 | 8 | 9 | 10 и више | Просек |
| ----------------- | - | - | - | - | -- | - | - | - | - | --------- | ------ |
| Број домаћинстава | 7 | 5 | 8 | 6 | 10 | 5 | 4 | 2 | 0 | 0         | 4,02   |

| Пол    | Укупно | Неожењен/Неудата | Ожењен/Удата | Удовац/Удовица | Разведен/Разведена | Непознато |
| ------ | ------ | ---------------- | ------------ | -------------- | ------------------ | --------- |
| Мушки  | 87     | 21               | 61           | 4              | 0                  | 1         |
| Женски | 80     | 8                | 62           | 7              | 3                  | 0         |
| УКУПНО | 167    | 29               | 123          | 11             | 3                  | 1         |

| Пол    | Укупно                    | Пољопривреда, лов и шумарство | Рибарство                            | Вађење руде и камена | Прерађивачка индустрија       |
| ------ | ------------------------- | ----------------------------- | ------------------------------------ | -------------------- | ----------------------------- |
| Мушки  | 44                        | 13                            | 0                                    | 0                    | 9                             |
| Женски | 15                        | 7                             | 0                                    | 0                    | 5                             |
| УКУПНО | 59                        | 20                            | 0                                    | 0                    | 14                            |
| Пол    | Производња и снабдевање   | Грађевинарство                | Трговина                             | Хотели и ресторани   | Саобраћај, складиштење и везе |
| Мушки  | 0                         | 13                            | 6                                    | 0                    | 2                             |
| Женски | 0                         | 0                             | 0                                    | 1                    | 0                             |
| УКУПНО | 0                         | 13                            | 6                                    | 1                    | 2                             |
| Пол    | Финансијско посредовање   | Некретнине                    | Државна управа и одбрана             | Образовање           | Здравствени и социјални рад   |
| Мушки  | 0                         | 0                             | 0                                    | 0                    | 1                             |
| Женски | 0                         | 0                             | 0                                    | 0                    | 2                             |
| УКУПНО | 0                         | 0                             | 0                                    | 0                    | 3                             |
| Пол    | Остале услужне активности | Приватна домаћинства          | Екстериторијалне организације и тела | Непознато            | Непознато                     |
| Мушки  | 0                         | 0                             | 0                                    | 0                    | 0                             |
| Женски | 0                         | 0                             | 0                                    | 0                    | 0                             |
| УКУПНО | 0                         | 0                             | 0                                    | 0                    | 0                             |